# Alapi à dos blanc
Espèce
Statut de conservation UICN

 LC  : Préoccupation mineure
L'Alapi à dos blanc (Pyriglena leuconota) est une espèce d'oiseaux de l'ordre des Passériformes et de la famille des Thamnophilidés.

## Description
Cet oiseau mesure environ 18 cm. Son plumage est essentiellement noir avec un triangle blanc en haut du dos.

## Répartition
Cette espèce est présente au nord de l'Amérique du Sud.